# Muzeum umění Olomouc
Muzeum umění Olomouc (Nederlands: Kunstmuseum Olomouc) is een Tsjechisch museum. In Olomouc heeft het museum twee vestigingen: het Muzeum moderního umění en het Arcidiecézní muzeum Olomouc. In Kroměříž bevindt zich het Arcidiecézní muzeum Kroměříž. In totaal heeft het museum bijna 200.000 tentoonstellingsobjecten.